# Macy Gray
Macy Gray (Canton, 1967. szeptember 6. –) amerikai amerikai R&B és soul-énekesnő, színésznő. Jellegzetes reszelős hangjáról és a Billie Holiday által erősen befolyásolt énekstílusáról ismert.
Gray tíz stúdióalbumot adott ki, ezekből ötöt Grammy-díjra jelölték, egyet pedig meg is nyert (2001). Számos filmben szerepelt, köztük a Training Day, a Spider-Man, a Scary Movie 3, a Lackawanna Blues, az Idlewild, a For Colored Girls és a The Paperboy című filmekben. Gray leginkább az I Try című slágeréről ismert.

## Pályakép
Macy Gray 1967-ben született Ohióban, ott is nőtt fel. A Western Reserve Academy-n tanult, majd 1998-ban Los Angelesbe költözött. Első sikeres megjelenése a "Love Won't Wait" című dal énekeseként volt a Black Eyed Peas Behind the Front című albumán (1998). Németországban egyebek között azért vált ismertté, mert az SWR3 rádióállomás 1999-ben meghívta a New Pop Fesztiválra.
2001-ben Gray Grammy-díjat nyert a legjobb női vokális pr előadásával az I Try című slágerével, amelyet az év kislemezére és egy másik kategóriába is jelöltek. Ezután Fatboy Slim-mel, a Black Eyed Peas-szel és a Slick Rickkel dolgozott, amely megjelent a „Rush Hour 2” film zenéjében.
Színésznőként Először a „Training Day” című filmben szerepelt.
Amikor 2001-ben a Pro Football Hall of Fame-ben, Ohióban elénekelte a „The Star-Spangled Bannert” és lemaradt a dalszöveggel, kifütyülték. Ugyanebben az évben megjelent The Id című albuma aranylemez lett az Egyesült Államokban és Nagy-Britanniában. Ezután rövid ideig látni Sam Raimi Pókember című filmjében (2002), valamint a 80 nap alatt a világ körülben Jackie Channel, a „Scary Movie 3”-ban és a Training Day-ben. A Pókemberben önmagát alakította a fiktív World Unity Festivalon.
2002-ben Carlos Santana „Shaman” című albumán dolgozott. 2007. áprilisában Gray vendég volt egy Prince koncerten.

## Stúdióalbumok
- On How Life Is (1999)
- The Id (2001)
- The Trouble with Being Myself (2003)
- Big (2007)
- The Sellout (2010)
- Covered (2012)
- Talking Book (2012)
- The Way (2014)
- Stripped (2016)
- Ruby (2018)